# Campiglossa fouica
Campiglossa fouica är en tvåvingeart som först beskrevs av Erich Martin Hering 1951.  Campiglossa fouica ingår i släktet Campiglossa och familjen borrflugor.
Artens utbredningsområde är Tonga. Inga underarter finns listade.